# Silkesspinnare
Silkesspinnare (Bombycidae) är en familj i insektsordningen fjärilar som innehåller omkring 350 kända arter.
De flesta arter är medelstora fjärilar med en robust kroppsbyggnad, kännetecknad av en kort och kraftig, ofta tätt behårad kropp och breda vingar. Antennerna är förhållandevis korta och kamlika.
Det största antalet arter finns i Sydöstasien och i den neotropiska regionen. I Europa saknas naturligt förekommande representanter för familjen, men den kanske mest kända arten i familjen, silkesfjärilen, förekommer i Europa liksom på många andra håll i världen i kommersiella odlingar.